# Regionaler Naturpark Avesnois

Logo des Parks

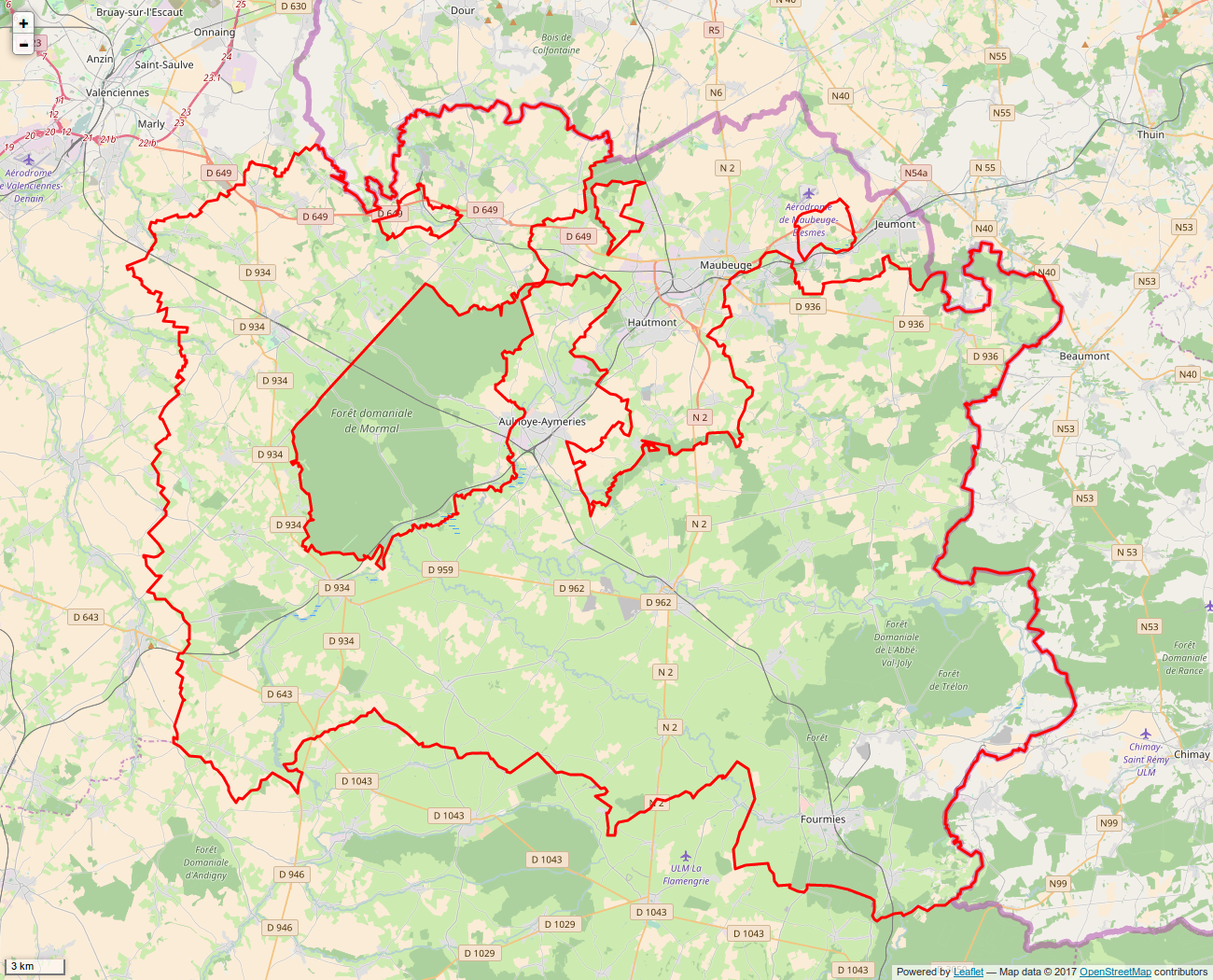
Lage des Parks

Der Regionale Naturpark Avesnois (frz. Parc naturel régional de l’Avesnois) liegt in der französischen Region Hauts-de-France, im Département Nord und verläuft im Norden und Nordosten des Gebietes über weite Strecken an der Grenze nach Belgien.
Der Park befindet sich etwa zwischen den Städten
- Maubeuge im Norden,
- Fourmies im Südosten und
- Le Cateau-Cambrésis im Westen.

## Parkverwaltung

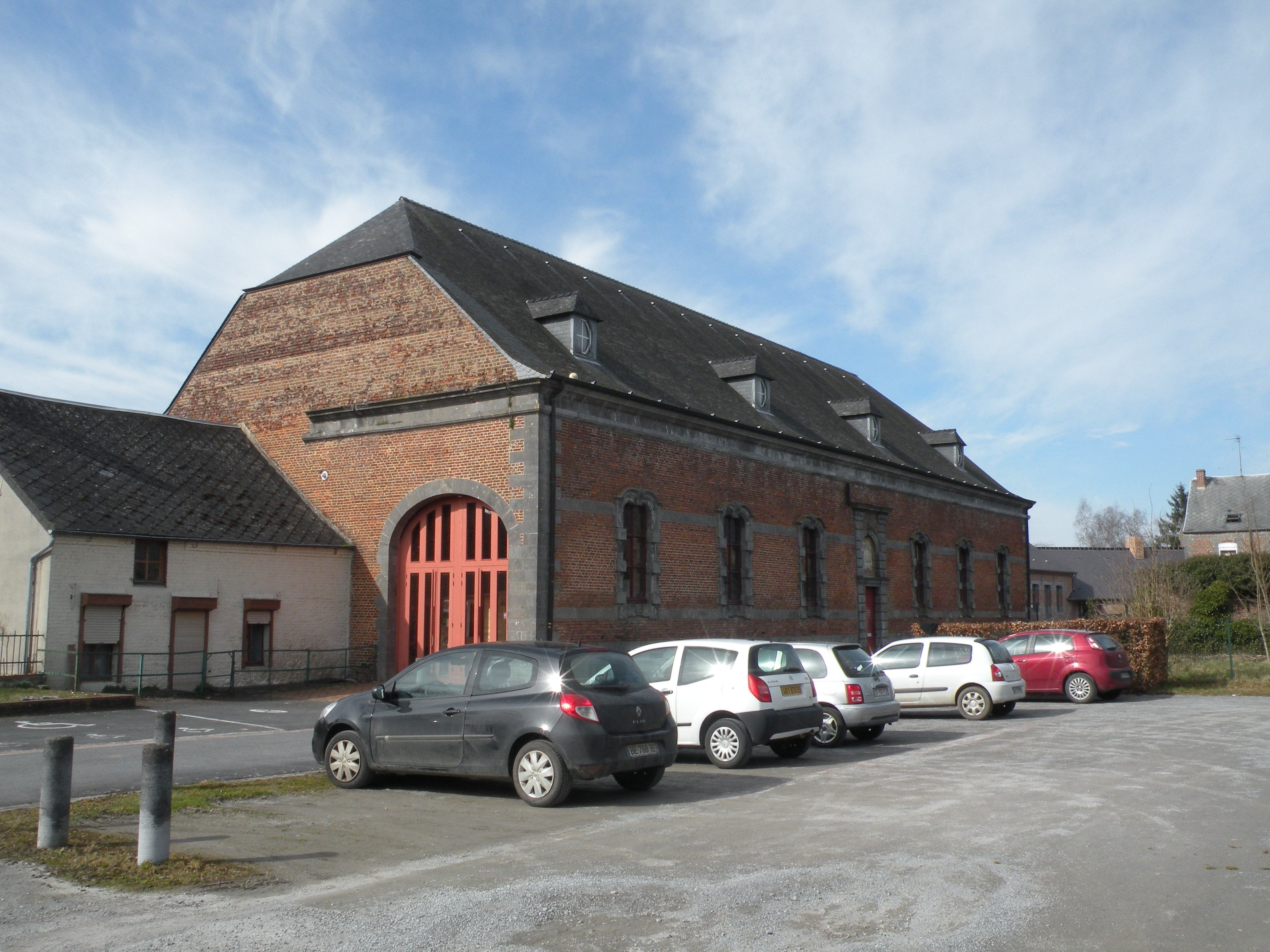
Die ehemalige Abtei von Maroilles – heute Parkverwaltung

Die Gründung des Naturparks erfolgte am 13. März 1998. Der Park umfasst aktuell eine Fläche von rund 130.000 Hektar. Die Parkverwaltung mit dem „Maison du Parc“ hat ihren Sitz  im Ort Maroilles (50° 7′ 59″ N, 3° 45′ 30″ O). 134 Gemeinden (Stand 1. Januar 2018) mit einem Einzugsgebiet von etwa 154.000 Bewohnern bilden den Park, weiter Gemeinden sind als "Zugangsorte" mit dem Naturpark assoziiert.

## Größere Orte im Park
- Avesnes-sur-Helpe
- Aulnoye-Aymeries
- Ferrière-la-Grande
- Fourmies
- Le Quesnoy

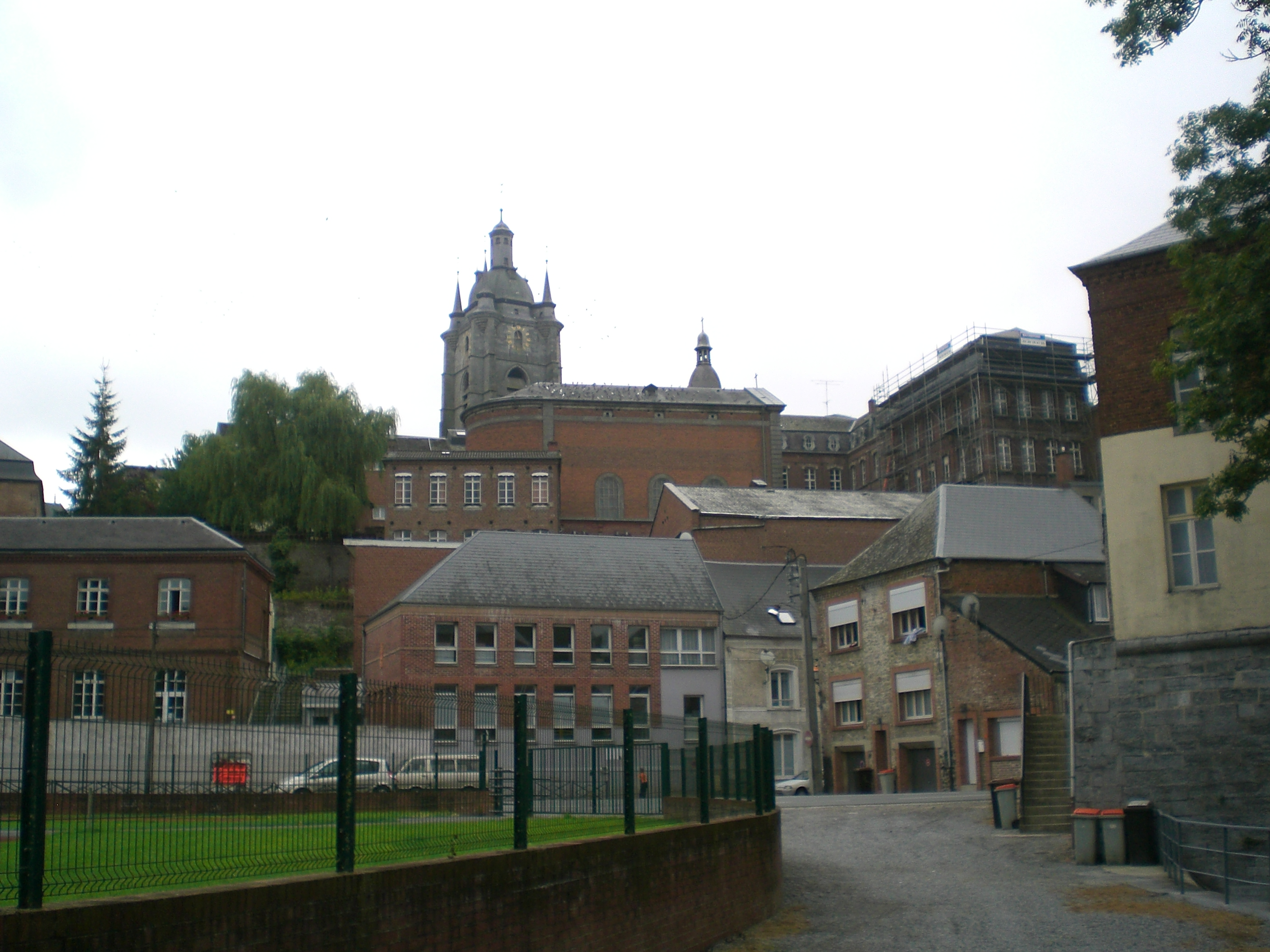
Avesnes-sur-Helpe mit der Klosterschule "Sainte Therèse"
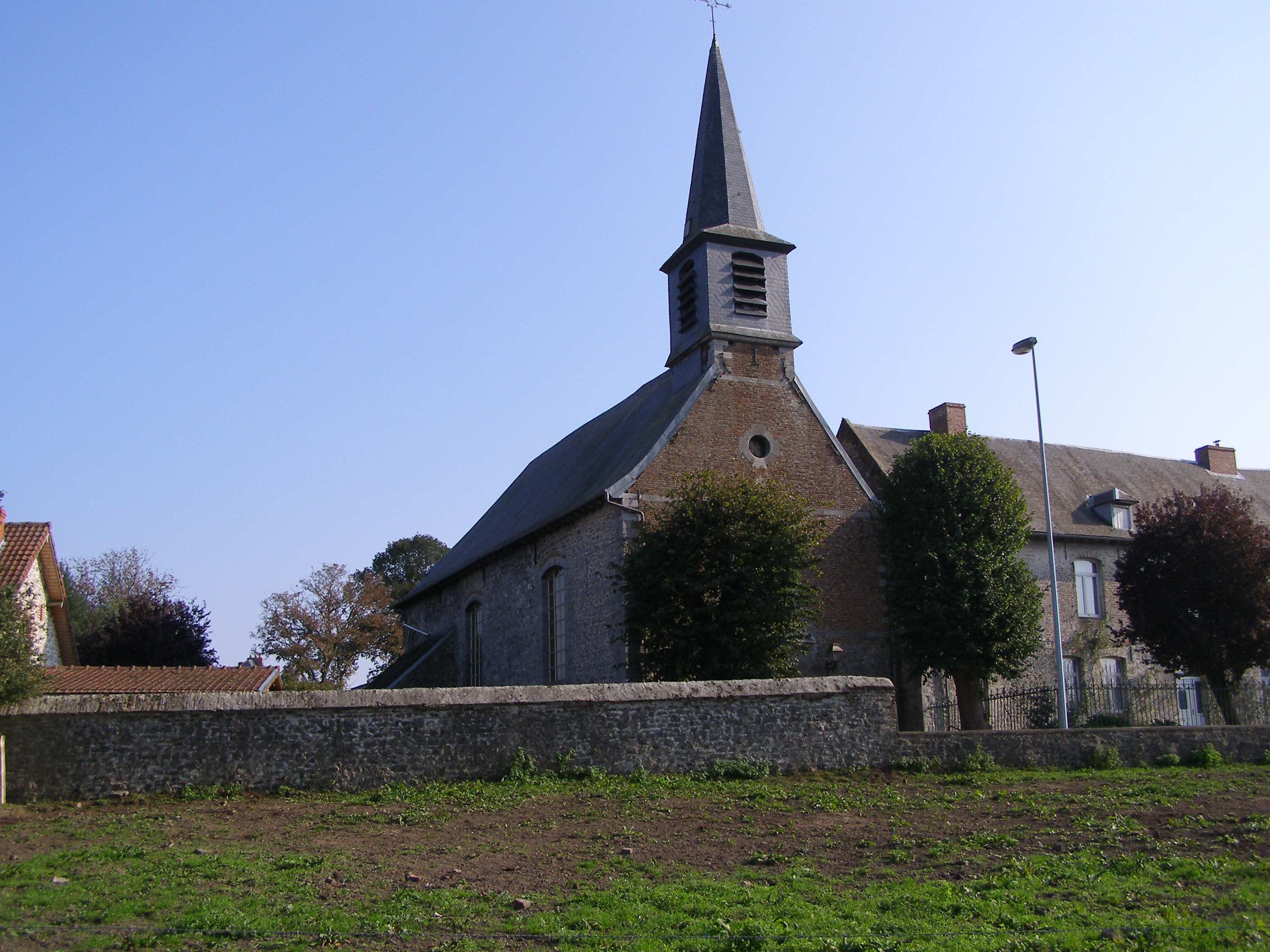
Kirche in Aymeries
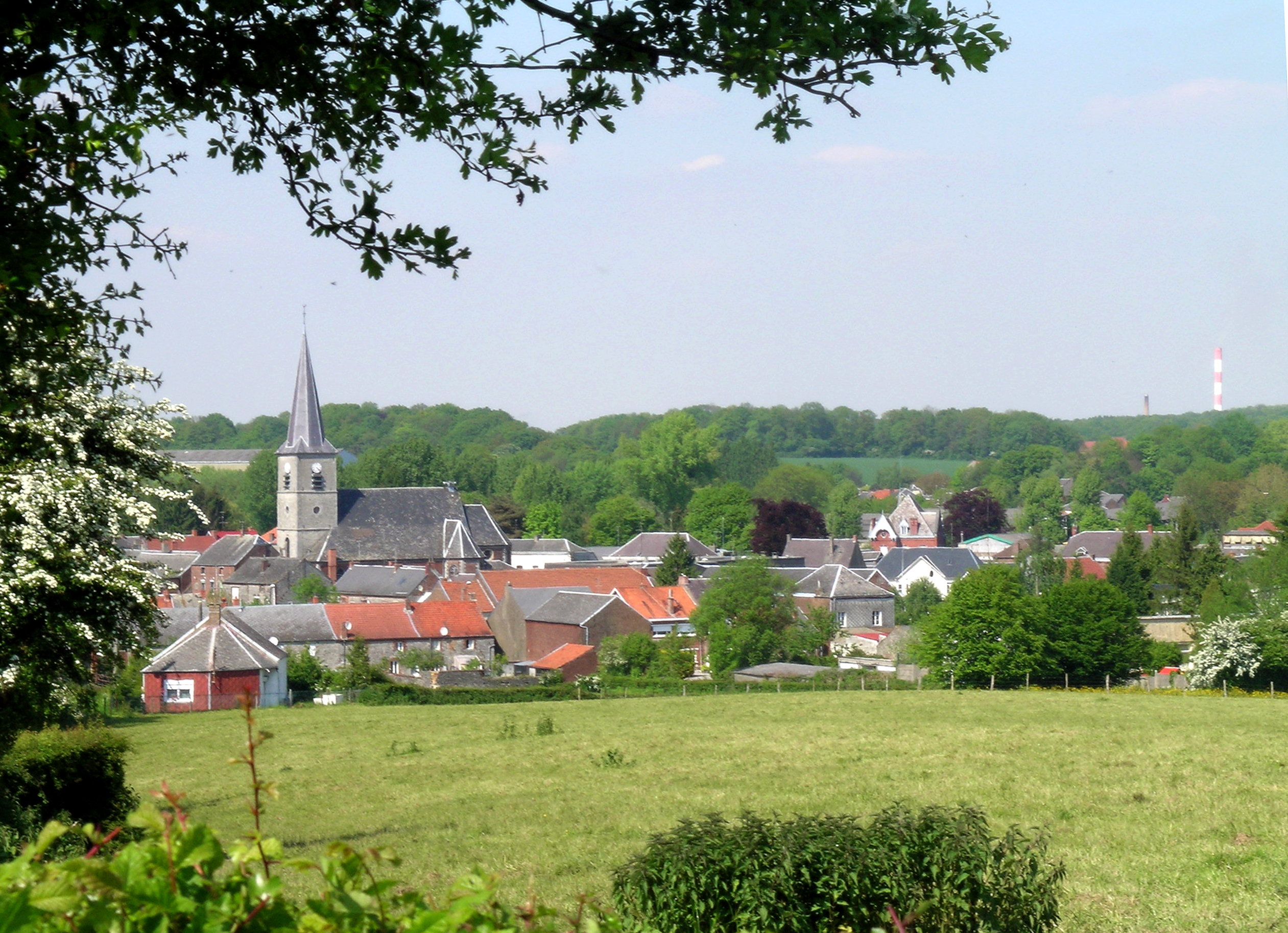
Blick auf Ferrière-la-Grande
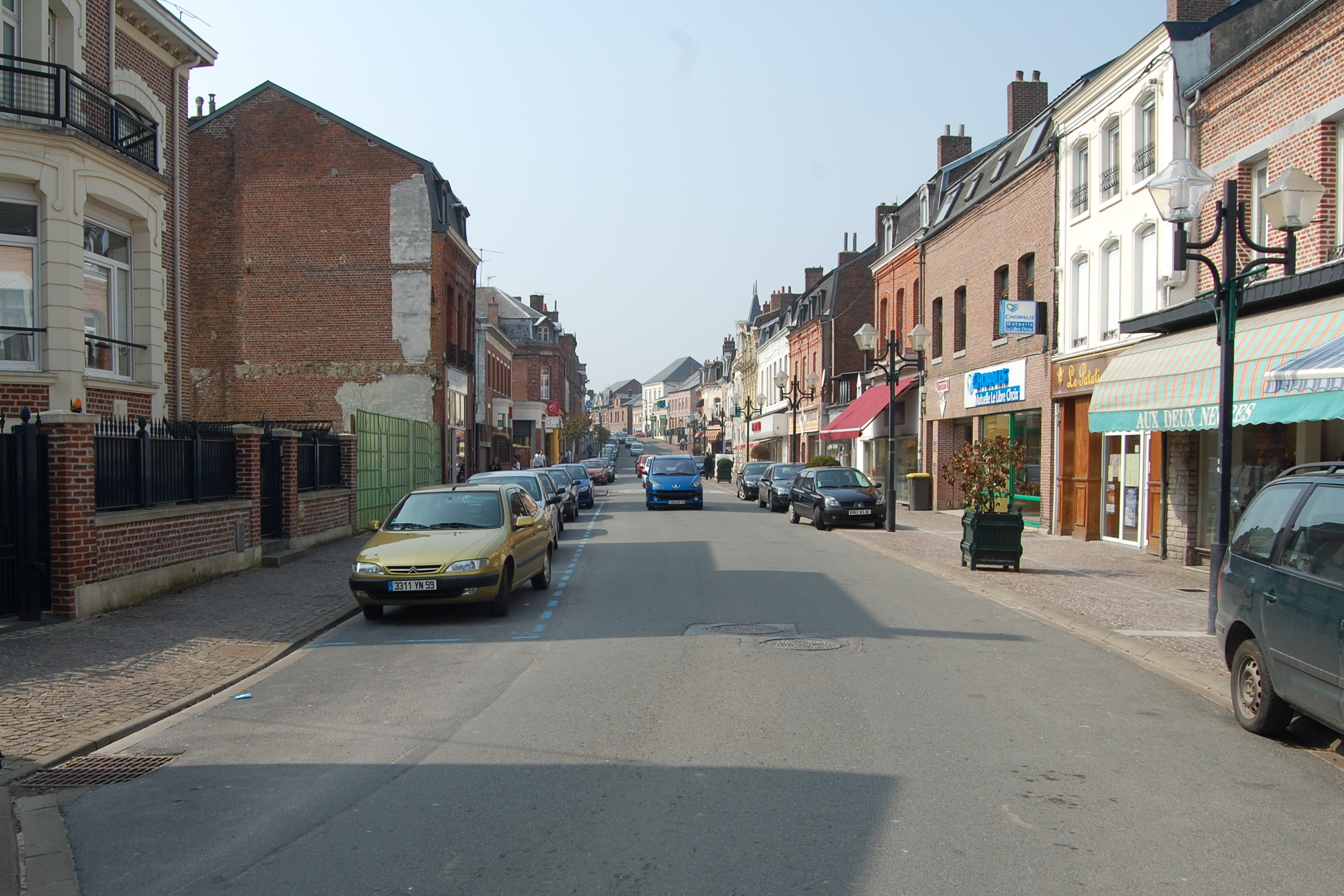
Straßenbild von Fourmies
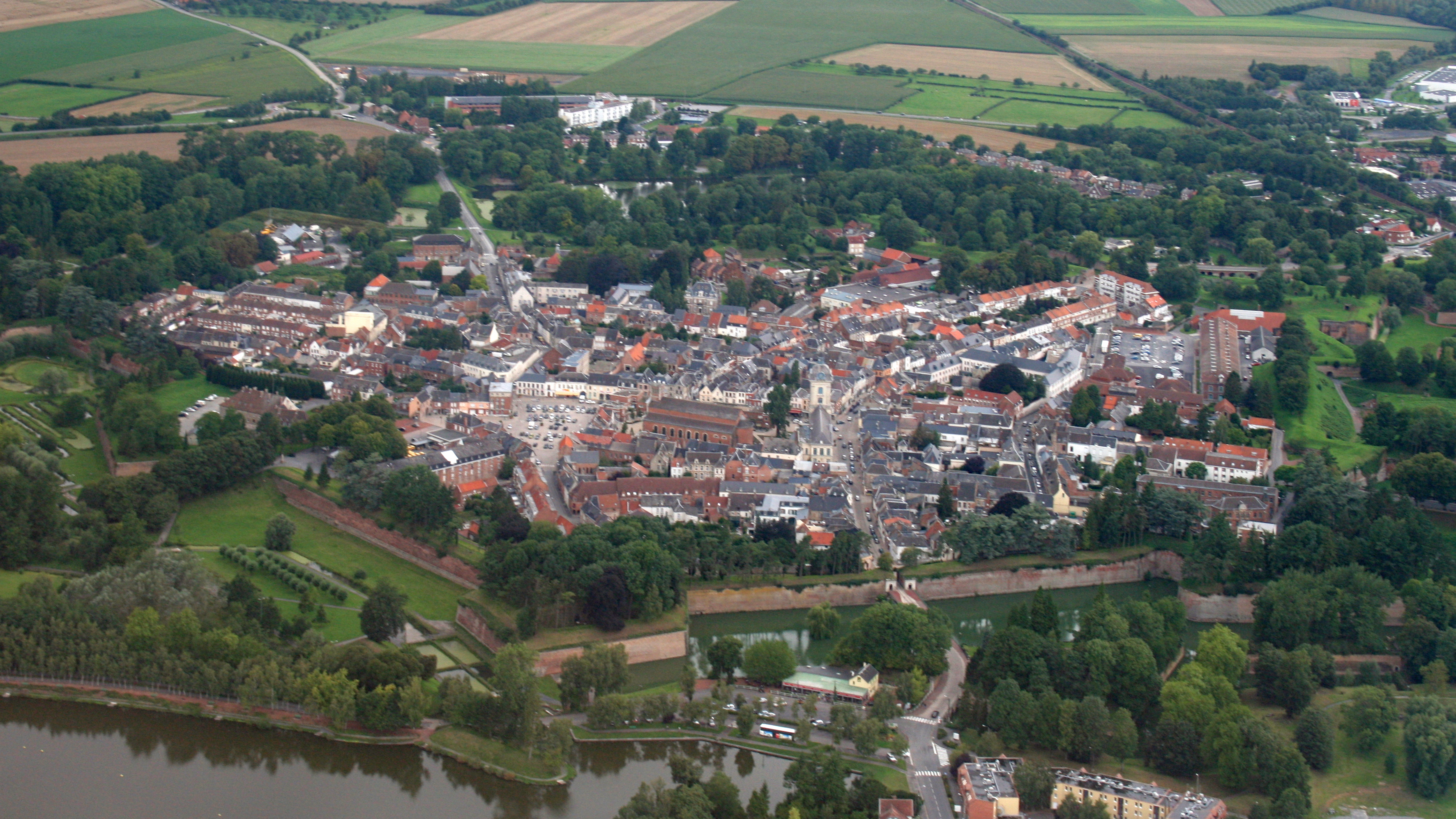
Luftaufnahme von Le Quesnoy mit seinen Befestigungsanlagen